# ديفيد ن. ليفينغستون
ديفيد ن. ليفينغستون (بالإنجليزية: David N. Livingstone)‏ هو مؤرخ وجغرافي وأستاذ جامعي بريطاني، ولد في 15 مارس 1953 في أيرلندا الشمالية في المملكة المتحدة.